# Michael Easton
Pour les articles homonymes, voir Easton.
Michael Easton est un acteur américain, né le 15 février 1967 à Long Beach (Californie).

## Biographie
Michael Easton a été élevé tant aux États-Unis qu'en Irlande où se trouve la maison natale de ses parents. Il a étudié l'anglais et l'histoire à l'université de Californie à Los Angeles.
Après avoir voyagé partout en Europe et après une longue série de petits boulots, il a joué dans la série Des jours et des vies de 1991 à 1992. Cette même année, il a été choisi parmi 50 personnalités dans le magazine People. Cette notoriété lui a permis de jouer dans plusieurs films de télévision, notamment L'Ombre d'un étranger et de la minisérie de Judith Krantz Dazzle.

## Filmographie
| Film et télévision | Film et télévision    | Film et télévision                      | Film et télévision                                                                   |
| Année              | Titre                 | Rôle                                    | Notes                                                                                |
| ------------------ | --------------------- | --------------------------------------- | ------------------------------------------------------------------------------------ |
| 1991–92            | Des jours et des vies | Tanner Scofield                         |                                                                                      |
| 1995               | VR.5                  | Duncan                                  |                                                                                      |
| 1996               | Two                   | Gus McClain Booth Hubbard               |                                                                                      |
| 1997–98            | 413 Hope St. (en)     | Nick Carrington                         |                                                                                      |
| 1998               | Ally McBeal           | Glenn                                   |                                                                                      |
| 1998               | The Practice          | Glenn                                   |                                                                                      |
| 1999               | Total Recall 2070     | David Hume                              |                                                                                      |
| 2000               | The '70s              | Nick                                    |                                                                                      |
| 2001               | La Dernière rivale    | Benedict Van der Byl                    |                                                                                      |
| 2001 2002–03       | Port Charles          | Michael Morley Caleb Morley             | Rôle du : 11 mai 2001 au 3 décembre 2001 Rôle du : 25 octobre 2002 au 3 octobre 2003 |
| 2002               | Mutant X              | Gabriel Ashlocke                        |                                                                                      |
| 2003–12            | One Life to Live      | John McBain                             | Rôle du : 1er octobre 2003 au 13 janvier 2012                                        |
| 2012—2013          | Hôpital central       | John McBain Caleb Morley (Stephen Clay) | Rôle du : 13 mars 2012 au 20 mars 2013                                               |
| 2013—2015          | General Hospital      | Dr. Silas Clay                          | Rôle du : 13 mai 2013 - août 2015                                                    |
| 2016-present       | General Hospital      | Dr. Ben Finn                            | Rôle du : 21 mars 2016-present                                                       |